# Caixa Econômica Federal
Caixa Econômica Federal, in Brasilien auch kurz CAIXA (Aussprache: [ˈkajʃɐ ekoˈnõmikɐ fedeˈɾaw], deutsch: „Bundessparkasse“), ist eine Bank Brasiliens und ein staatlicher Finanzdienstleister Südamerikas.
CAIXA verwaltet mehr als 32 Millionen Kundenkonten, auf denen mehr als 148 Milliarden Brasilianische Real verwahrt werden. Sie verfügt über mehrere tausend Geschäftsstellen im gesamten Land.
Darüber hinaus ist Caixa für die Auszahlung von Sozialhilfeprogrammen wie der Bolsa Família zuständig und ist der Verwalter der meisten brasilianischen Lotterien, wie z. B. Mega-Sena. Die Bank ist als Sponsor im Fußball aktiv, so ziert der Schriftzug die Trikots vieler brasilianischer Vereine, wie z. B. Corinthians São Paulo, Flamengo Rio de Janeiro und Chapecoense.

## Geschichte
Die Bank wurde am 12. Januar 1861 im Kaiserreich Brasilien als Caixa Econômica e Monte de Socorro in Rio de Janeiro gegründet, um auch ärmeren Menschen Bankdienstleistungen anzubieten. In den nachfolgenden Jahren wurden auch in anderen brasilianischen Städten weitere Sparkassen gegründet, die jedoch bis 1967 alle mit der Caixa verschmolzen wurden.
In den 1970er Jahren verzeichnete Caixa eine sehr positive Entwicklung, aufgrund der monopolartigen Stellung bei den Spareinlagen für arme Menschen und der Tatsache, dass sie über eine der wenigen Lizenzen als Pfandleiher verfügte. Im Rahmen der Modernisierung des brasilianischen Banksystems in den 1980er Jahren traten viele Wettbewerber in den Markt ein und setzten die Caixa unter deutlichen Wettbewerbsdruck. Dieser führte in der Folge zu einer Verschlankung der Bank in den 1990er Jahren.